# Alfred Schobert
Alfred Schobert (* 1963; † 18. November 2006) war ein deutscher Sozialwissenschaftler und Publizist.

## Leben
Schobert studierte bei Jacques Derrida in Paris. Seit Anfang der 1990er-Jahre arbeitete Schobert als wissenschaftlicher Mitarbeiter des Duisburger Instituts für Sprach- und Sozialforschung (DISS).
Er entfaltete eine umfangreiche publizistische Tätigkeit in Zeitschriften wie:
- Antifa Infoblatt
- Das Argument
- DISS-Journal
- Der Freitag
- Graswurzelrevolution
- Jüdische Allgemeine Wochenzeitung,
- Jungle World
- Konkret
- kultuRRevolution
- Neues Deutschland
- Der Rechte Rand
- Spex

Schoberts Interesse umfasste die extreme Rechte und ihre Parteien, Organisationen und Publizistik sowie Antisemitismus und Antizionismus, Geschichtspolitik und sogenannte Normalisierung, rechtsextreme Musik-Subkultur und die Globalisierungskritik von rechts.
Hierbei beobachtete und kritisierte er insbesondere die französische Neue Rechte und ihren Einfluss in Deutschland, wie etwa die Wochenzeitung Junge Freiheit.

## Werke
- mit Siegfried Jäger (Hrsg.): Mythos Identität. Fiktion mit Folgen. Unrast-Verlag, Münster 2004, ISBN 3897717352.
- mit Iris Bünger-Tonks, Margarete Jäger, Siegfried Jäger, Jürgen Link und Hans Uske (Hrsg.): Krieg ohne Ende? 2003 (Gemeinsame Sonderausgabe der Zeitschriften DISS-Journal – Zeitung des Duisburger Instituts für Sprach- und Sozialforschung und kultuRRevolution – Zeitschrift für angewandte Diskurstheorie).
- mit Martin Dietzsch, Siegfried Jäger und Helmut Kellershohn (Hrsg.): Nation statt Demokratie. Sein und Design der „Jungen Freiheit“. Unrast-Verlag, 2003, ISBN 3897717336.
- mit Martin Dietzsch: V-Leute bei der NPD – Geführte Führende oder Führende Geführte.
- mit Martin Dietzsch und Helmut Kellershohn: Jugend im Visier. Geschichte, Umfeld und Ausstrahlung der „Unabhängigen Nachrichten“. Duisburger Institut für Sprach- u. Sozialforschung 2002, ISBN 3927388823.
- mit Martin Dietzsch (Hrsg.): Ein „jüdischer David Irving“? Norman G. Finkelstein im Diskurs der Rechten. Antizionismus und Erinnerungsabwehr. Duisburger Institut für Sprach- u. Sozialforschung 2001, ISBN 3927388769.
- mit Siegfried Jäger (Hrsg.): Weiter auf unsicherem Grund. Faschismus – Rechtsextremismus – Rassismus. Kontinuitäten und Brüche. Duisburger Institut für Sprach- u. Sozialforschung 2000, ISBN 3927388750.
- mit Martin Dietzsch und Siegfried Jäger (Hrsg.): Endlich ein normales Volk? Vom rechten Verständnis der Friedenspreis-Rede Martin Walsers. 1999.
- Analysen und Essays. Extreme Rechte – Geschichtspolitik – Poststrukturalismus (= Edition DISS. Band 21). Herausgegeben von Martin Dietzsch, Siegfried Jäger und Moshe Zuckermann. Unrast Verlag, Münster 2009, ISBN 978-3-89771-750-3 (Werkausgabe wichtiger wissenschaftlicher und journalistischer Veröffentlichungen sowie unveröffentlichter Schriften).